# Libisch-Arabisch

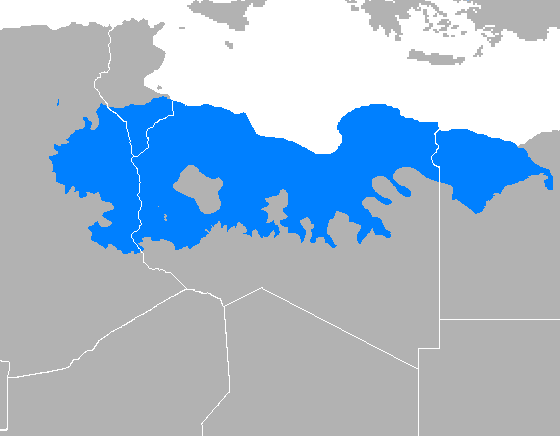
Verspreidingsgebied van het Libisch-Arabisch

Libisch-Arabisch is een dialect van het Arabisch dat gesproken wordt in Libië. Het behoort tot de Maghrebijnse dialecten en is nauw verwant aan het Tunesisch-Arabisch. Net als de meeste Maghrebijnse dialecten heeft het Libisch een Arabische woordenschat met invloeden vanuit het Berbers, Turks en Italiaans. Het Libisch kan verdeeld worden onder het westelijke Libisch dat rond Tripoli en omstreken wordt gesproken en oostelijk Libisch dat rond Benghazi en omstreken wordt gesproken. Verder wordt het ook nog gesproken in het westen van Egypte, het oosten van Algerije en het zuiden van Tunesië.